# Styrplatta

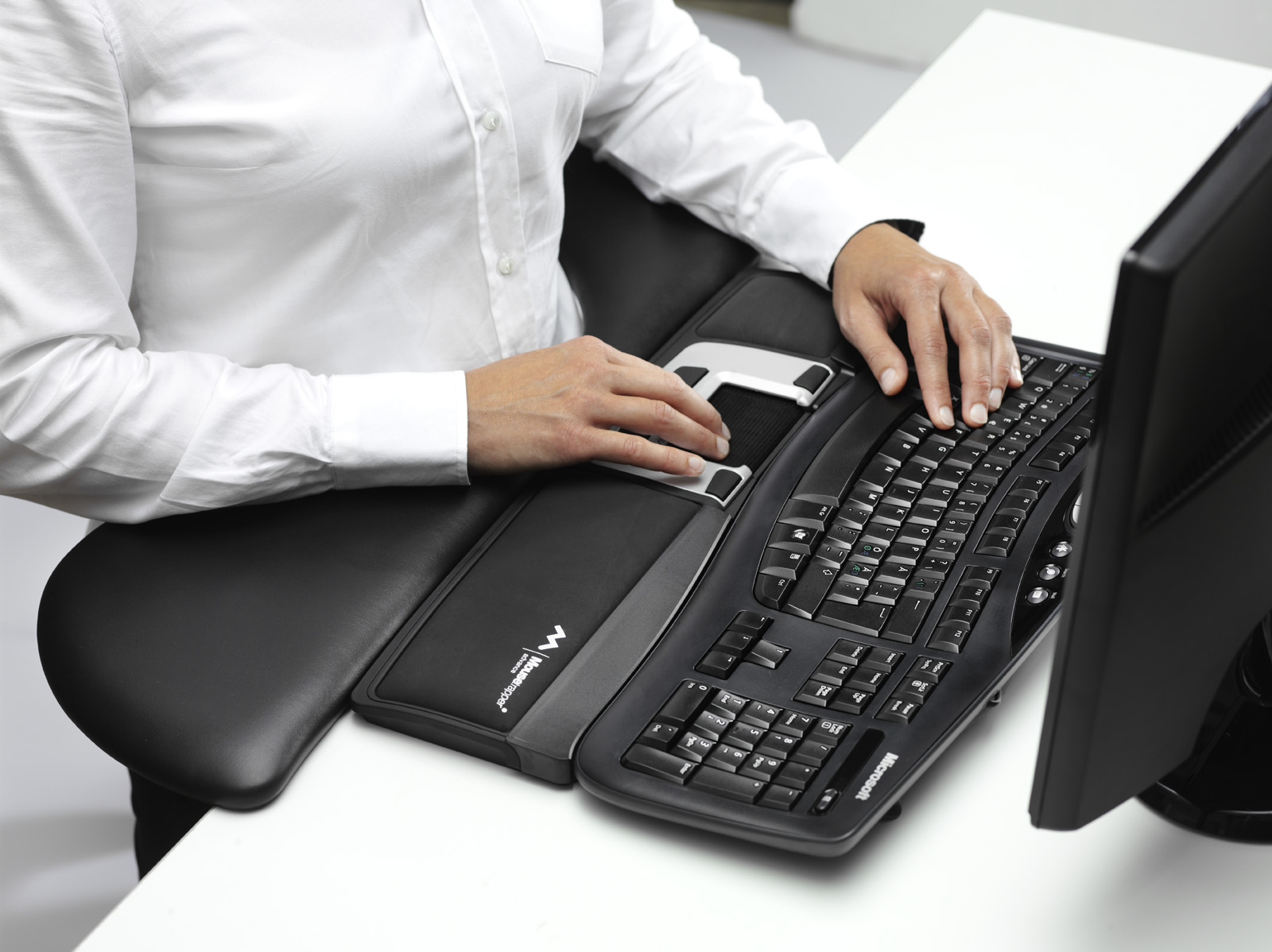
Styrplatta ansluten till ett befintligt tangentbord på en stationär dator.

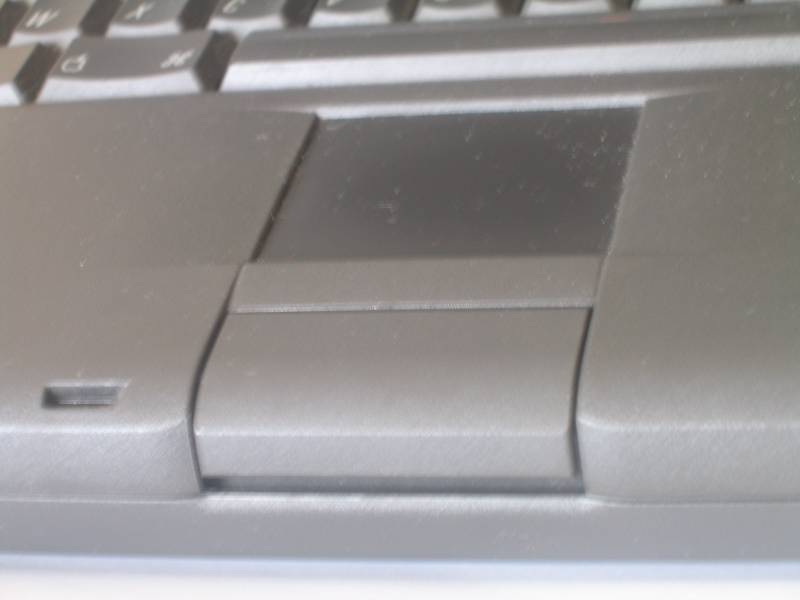
Styrplatta på en bärbar dator, en Apple powerbook.

Styrplatta eller pekplatta, ibland även musplatta (engelska: trackpad eller touchpad) är en typ av pekdon som framförallt används på bärbara datorer. De används alltså som alternativ till datormusen. 
Styrplattan är en inenhet bestående av en platta som tar emot rörelsen från en datoranvändares fingrar. Fingerrörelsen styr därigenom muspekaren på datorns bildskärm. Styrplattor förekommer nästan alltid på bärbara datorer och åtföljs av tangenter som motsvarar mustangenterna. Moderna styrplattor har dessutom oftast en inbyggd rullningsmekanism.
Styrplattan är utvecklad som ett led i att förenkla för användaren att peka på skärmen, och för att ergonomiskt undvika problem med musarm och stelhet i axlar och nacke. Nya styrplattor finns också som separata enheter som ansluts och används tillsammans med det befintliga tangentbordet.
Rörelsemönster från styrplattor liknar också fingerhanteringen av tryckkänsliga skärmar på smartmobiler och surfplattor. Detta gäller sådant som knackningar, flerfingerrörelser och skrollning.